# مارك موران
مارك موران (بالإنجليزية: Mark Moran)‏ (26 سبتمبر 1954 بسانت لويس في الولايات المتحدة - ) هو لاعب كرة قدم أمريكي في مركز الوسط. لعب مع منيسوتا كيكس ‏.